# Music for Pieces of Wood
Music for Pieces of Wood est une œuvre du compositeur américain de  musique minimaliste Steve Reich pour un ensemble de cinq claves composée en 1973.

## Historique
Cette pièce composée en 1973 a été donnée en première mondiale à la New York University à New York le 7 décembre 1973 par Bob Becker, Tim Ferchen, Russell Hartenberger, Steve Reich et Glen Velez. D'après Reich, l'inspiration de la pièce était, comme pour Clapping Music, de réaliser une œuvre utilisant des instruments de musique les plus élémentaires possibles, ici de simples claves. 

## Structure
La pièce est composée de trois sections enchaînées, sur le modèle de Piano Phase : chaque partie explore un motif spécifique.
L'un des percussionnistes joue tout du long la pulsation (à la noire). L'un des autres percussionnistes joue le motif de la section durant toute la section, tandis que les trois autres vont construire le même motif (mais décalé pour deux d'entre eux) en ajoutant sur chaque nouvelle mesure une « note » – battement – supplémentaire. Le premier motif est le même que celui de Clapping Music. Il dure six temps. Le second motif dure quatre temps et le troisième trois temps.
Son exécution dure de 5 à 10 minutes.

## Enregistrement
- Sur le disque Live at Foundation Louis Vuitton, par le Colin Currie Group et Synergy Vocals, Colin Currie Records CD CCR003, 2019.